# Барл
Барл (фр. Barles) насеље је и општина у југоисточној Француској у региону Прованса-Алпи-Азурна обала, у департману Горњопровансалски Алпи која припада префектури Дињ ле Бен.
По подацима из 2011. године у општини је живело 152 становника, а густина насељености је износила 2,57 становника/km². Општина се простире на површини од 59,05 km². Налази се на средњој надморској висини од 985 метара (максималној 2186 m, а минималној 912 m).

## Демографија
| 1962. | 1968. | 1975. | 1982. | 1990. | 1999. | 2011. |
| ----- | ----- | ----- | ----- | ----- | ----- | ----- |
| 77    | 100   | 81    | 85    | 104   | 114   | 152   |

График промене броја становника у току последњих година